# Alexandre Texier
Pour les articles homonymes, voir Texier.
Alexandre Texier (né le 13 septembre 1999 à Saint-Martin-d'Hères en France) est un joueur professionnel français de hockey sur glace. Il évolue au poste d'attaquant.

## Biographie

### Début avec Grenoble et l'équipe de France
Entièrement formé au club des Brûleurs de loups de Grenoble, Texier commence sa carrière professionnelle le jour de ses 17 ans le 13 septembre 2016 lors du match opposant son équipe aux Ducs de Dijon pour la première journée de la Ligue Magnus 2016-2017. Il marque son premier triplé le même soir. Il remporte avec Grenoble la Coupe de France en 2017.
Il est régulièrement sélectionné dans les équipes de France jeunes, en 2017, il a l'occasion de participer aux Championnats du monde U18, U20 et sénior la même année mais une blessure en match de préparation du Mondial organisé en France l'en empêche.

### Repêchage et prêt en Finlande
Il est choisi le 24 juin 2017 par les Blue Jackets de Columbus en 45e position, et premier choix de Columbus qui n'avait pas de sélection au premier tour, lors du repêchage d'entrée dans la LNH 2017. Il s'agit du premier Français à être sélectionné lors d'un repêchage de la LNH alors qu'il évolue en Ligue Magnus.
Moins d’un mois après avoir été sélectionné, Alexandre Texier signe un contrat d'un an en Finlande, avec le club de Kalevan Pallo (KalPa), club de l'élite finlandaise.
Le 22 mai 2018, il signe un contrat de trois ans avec les Blue Jackets de Columbus. Il ne rejoint pas immédiatement l'Amérique du Nord puisqu'il est prêté au KalPa pour poursuivre son apprentissage. Il remporte la Coupe Spengler 2018 avec KalPa.

### Début en LNH avec les Blue Jackets (2018)
En mars 2019, alors que son équipe n'est pas qualifiée pour les séries éliminatoires du championnat finlandais, il rejoint le club-école des Blue Jackets, les Monsters de Cleveland, qui évoluent dans la Ligue américaine de hockey. Une semaine plus tard, il inscrit son premier but en Amérique du Nord en supériorité numérique. Après 7 matchs avec les Monsters au cours desquels il marque 5 buts et 7 points, il est appelé par Columbus et dispute son premier match dans la Ligue nationale de hockey le 5 avril 2019, match qui permet aux Blue Jackets de se qualifier pour les séries éliminatoires. Le lendemain, il marque son premier but dans la LNH contre les Sénateurs d'Ottawa. Alexandre Texier marque ses deux premiers buts en séries éliminatoires de la LNH lors du quatrième et dernier match du premier tour contre le Lightning de Tampa Bay le 16 avril 2019, participant ainsi à la victoire des Blue Jackets 7-3.
Le 24 août 2022, les Blue Jackets annoncent que Alexandre Texier ne jouera pas pour Columbus lors de la saison 2022-2023 pour protéger au mieux sa santé mentale. Il s'engage le lendemain avec l'équipe suisse des Zürcher Schlittschuh Club Lions pour une saison. Le 19 avril 2023, après une saison en Suisse, la franchise de Columbus annonce que Texier évoluera à nouveau avec l'équipe de LNH pour la saison 2023-2024.

### Blues de Saint-Louis (2024-)
Le 28 juin 2024, Alexandre Texier est échangé par les Blue Jackets de Columbus aux Blues de Saint-Louis contre un choix de quatrième tour au repêchage d'entrée dans la LNH 2025. Il signe un contrat de deux ans avec les Blues.

## Statistiques

### En club
| Saison     | Équipe                            | Ligue          |     | Saison régulière | Saison régulière | Saison régulière | Saison régulière | Saison régulière |   | Séries éliminatoires | Séries éliminatoires | Séries éliminatoires | Séries éliminatoires | Séries éliminatoires |
| Saison     | Équipe                            | Ligue          | PJ  | B                | A                | Pts              | Pun              | PJ               | B | A                    | Pts                  | Pun                  |                      |                      |
| 2015-2016  | Brûleurs de loups de Grenoble U18 | France U18     | 17  | 40               | 30               | 70               | 26               | 6                | 9 | 12                   | 21                   | 10                   |                      |                      |
| 2015-2016  | Brûleurs de loups de Grenoble U22 | France U22     | 11  | 9                | 8                | 17               | 14               | -                | - | -                    | -                    | -                    |                      |                      |
| 2016-2017  | Brûleurs de loups de Grenoble     | Ligue Magnus   | 40  | 10               | 9                | 19               | 69               | 12               | 5 | 5                    | 10                   | 12                   |                      |                      |
| 2016-2017  | Brûleurs de loups de Grenoble     | CdF            | 5   | 2                | 4                | 6                | 2                | -                | - | -                    | -                    | -                    |                      |                      |
| 2017-2018  | KalPa                             | Liiga          | 53  | 13               | 9                | 22               | 38               | 6                | 1 | 1                    | 2                    | 25                   |                      |                      |
| 2018-2019  | KalPa                             | Liiga          | 55  | 14               | 27               | 41               | 36               | -                | - | -                    | -                    | -                    |                      |                      |
| 2018-2019  | KalPa                             | LdC            | 3   | 0                | 3                | 3                | 0                | -                | - | -                    | -                    | -                    |                      |                      |
| 2018       | KalPa                             | Coupe Spengler | 4   | 1                | 2                | 3                | 2                | -                | - | -                    | -                    | -                    |                      |                      |
| 2018-2019  | Monsters de Cleveland             | LAH            | 7   | 5                | 2                | 7                | 4                | 1                | 0 | 0                    | 0                    | 2                    |                      |                      |
| 2018-2019  | Blue Jackets de Columbus          | LNH            | 2   | 1                | 0                | 1                | 0                | 8                | 2 | 1                    | 3                    | 2                    |                      |                      |
| 2019-2020  | Blue Jackets de Columbus          | LNH            | 36  | 6                | 7                | 13               | 10               | 10               | 0 | 4                    | 4                    | 2                    |                      |                      |
| 2020-2021  | Brûleurs de loups de Grenoble     | Ligue Magnus   | 2   | 1                | 0                | 1                | 2                | -                | - | -                    | -                    | -                    |                      |                      |
| 2020-2021  | Brûleurs de loups de Grenoble     | CdF            | 1   | 0                | 0                | 0                | 0                | -                | - | -                    | -                    | -                    |                      |                      |
| 2020-2021  | Blue Jackets de Columbus          | LNH            | 49  | 4                | 11               | 15               | 22               | -                | - | -                    | -                    | -                    |                      |                      |
| 2021-2022  | Blue Jackets de Columbus          | LNH            | 36  | 11               | 9                | 20               | 12               | -                | - | -                    | -                    | -                    |                      |                      |
| 2022-2023  | ZSC Lions                         | LNA            | 46  | 13               | 22               | 35               | 30               | 9                | 2 | 3                    | 5                    | 2                    |                      |                      |
| 2023-2024  | Blue Jackets de Columbus          | LNH            | 78  | 12               | 18               | 30               | 38               | -                | - | -                    | -                    | -                    |                      |                      |
| 2024-2025  | Blues de Saint-Louis              | LNH            | 31  | 6                | 5                | 11               | 10               | 3                | 0 | 1                    | 1                    | 0                    |                      |                      |
| Totaux LNH | Totaux LNH                        | Totaux LNH     | 232 | 40               | 50               | 90               | 92               | 21               | 2 | 6                    | 8                    | 4                    |                      |                      |

### En équipe nationale
| Année | Compétition                              |   | PJ | B | A | Pts | Pun | +/-       |  | Résultat |
| 2015  | Championnat du monde moins de 18 ans D1A | 5 | 2  | 0 | 2 | 12  | +2  | 3e place  |  |          |
| 2016  | Championnat du monde moins de 18 ans D1A | 5 | 2  | 4 | 6 | 6   | +1  | 4e place  |  |          |
| 2017  | Championnat du monde moins de 18 ans D1A | 5 | 2  | 3 | 5 | 6   | +3  | 1re place |  |          |
| 2017  | Championnat du monde junior D1A          | 5 | 1  | 7 | 8 | 4   | +1  | 3e place  |  |          |
| 2018  | Championnat du monde                     | 7 | 0  | 3 | 3 | 10  | -4  | 12e place |  |          |
| 2019  | Championnat du monde                     | 7 | 1  | 3 | 4 | 6   | -8  | 15e place |  |          |
| 2022  | Championnat du monde                     | 7 | 3  | 2 | 5 | 6   | -3  | 12e place |  |          |
| 2023  | Championnat du monde                     | 6 | 0  | 1 | 1 | 25  | -4  | 12e place |  |          |

## Trophées et honneurs personnels
- Avec les Brûleurs de Loups de Grenoble
  - Coupe de France :
    - 2017

  - Trophée Jean-Pierre-Graff :
    - 2017